# Laniarius ferrugineus
Laniarius ferrugineus е вид птица от семейство Malaconotidae.

## Разпространение
Видът е разпространен в Ботсвана, Зимбабве, Мозамбик, Свазиленд и Южна Африка.